# August Strindberg
Pour les articles homonymes, voir Strindberg.
Œuvres principales
- Le Cabinet rouge (1879)
- Mademoiselle Julie (1888)
- Inferno (1897)
- La Sonate des spectres (1907)

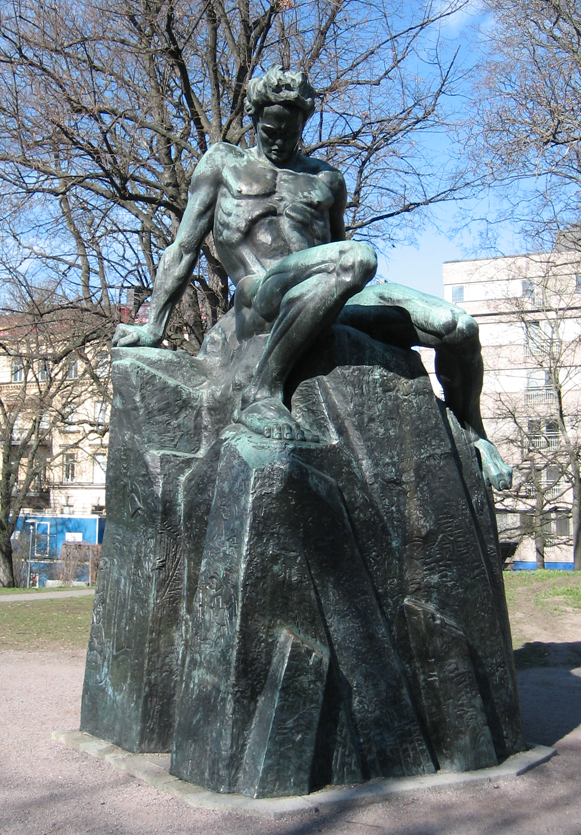
August Strindberg sculpté par Carl Eldh (Stockholm).

Johan August Strindberg, né le 22 janvier 1849 à Stockholm et mort le 14 mai 1912 dans la même ville, est un écrivain, dramaturge et peintre suédois. Il fait partie des auteurs suédois les plus importants et est un des pères du théâtre moderne. Ses œuvres se classent parmi deux courants littéraires majeurs, le naturalisme et l'expressionnisme.

## Biographie

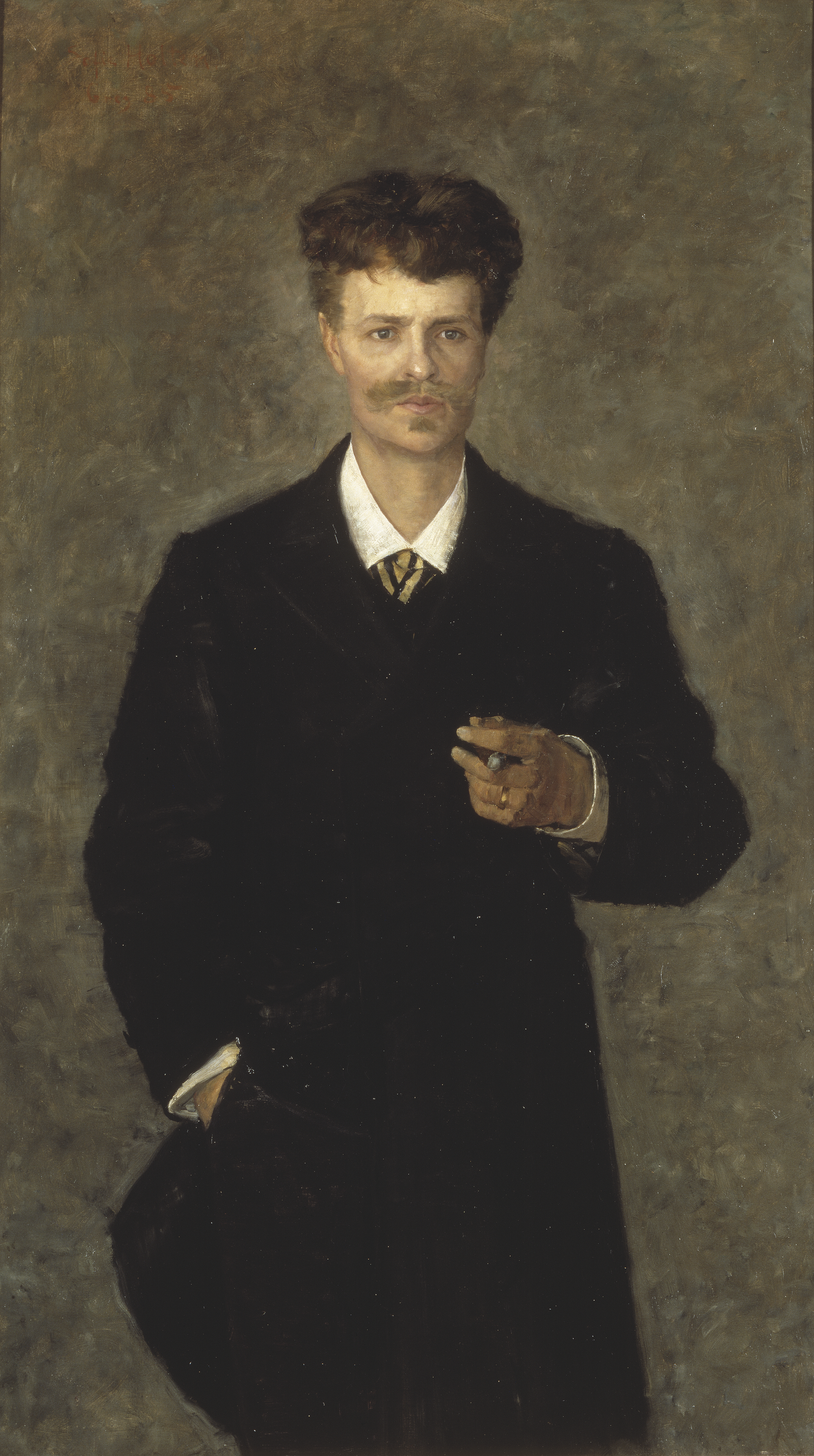
Portrait d'August Strindberg par Sofie Holten, 1885, Nationalmuseum.

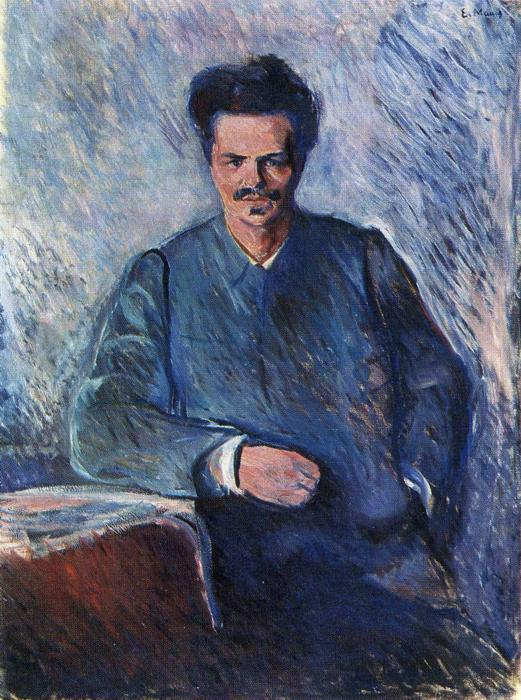
Portrait d'August Strindberg par Edvard Munch,1892, Moderna Museet Stockholm, Suède.

### Enfance
August Strindberg est le quatrième des huit enfants de Carl Oscar Strindberg, agent d'un armateur, et de son épouse, née Ulrika Eleonora (Nora) Norling, ancienne domestique de la maison paternelle. August Strindberg est marqué par une enfance instable qui oscille entre négligence et ferveur religieuse, et par les déménagements fréquents (dix fois jusqu'à l'âge de vingt ans). Il commence l'école dans un établissement dont la sévérité le hantera longtemps, puis poursuit ses études à partir de 1861 dans un lycée privé (Stockholms Lyceum) d'esprit libéral. Il est particulièrement doué en français et en sciences naturelles. Sa mère meurt de tuberculose en 1862 et son père, avec lequel il entretient des relations difficiles, se remarie avec la gouvernante des enfants, Emma Charlotta Peterson dont il a un fils, Emil. L'adolescent se réfugie dans le piétisme. En 1867, il commence des études de médecine à l'université d'Uppsala, mais rentre à Stockholm l'année suivante pour gagner sa vie comme précepteur.

### Écrivain
En 1869, il décide de devenir auteur dramatique et renonce à devenir médecin ; il travaille comme assistant dans un atelier de chimie à l'université de Lund au sud-ouest de la Suède. En 1872, Strindberg s'établit à Stockholm, y devient journaliste et fait aussi de la peinture jusqu'en 1874. En décembre 1874, nommé assistant à la Bibliothèque royale, il garde ce poste jusqu'en 1882.
Ses premières pièces sont écrites dans le style naturaliste, comme Maître Olof en 1872, qui le fait connaître.
En 1877, il épouse Siri von Essen (1850-1912), rencontrée en 1875, qui lui donne deux filles, Karin et Greta. En 1879, son roman de critique sociale La Chambre rouge (Röda rummet) le rend célèbre. Ses pièces sont souvent comparées avec celles du dramaturge norvégien Henrik Ibsen. L'œuvre phare de cette époque est Mademoiselle Julie (Fröken Julie) (1888).
Strindberg à l'époque est admiré de la classe ouvrière. Il est lui-même tenté par le socialisme, voire l'anarchisme - sa fille Karin épousera un chef bolchévik, Vladimir Mikhaïlovitch Smirnov - et ses idées politiques le rendront très populaire dans les « pays socialistes », notamment en Union soviétique ou à Cuba.
Toutefois, à la fin des années 1880, il renie le socialisme et découvre Nietzsche, avec qui il correspond jusque pendant la folie de ce dernier. Nietzsche lui propose de traduire Ecce Homo, mais, manquant d'argent, Strindberg demande une rétribution que Nietzsche, également impécunieux, ne peut lui donner. Strindberg s'éloigne ensuite de la pensée de Nietzsche et se tourne vers le mysticisme, qu'il considère comme découlant de la synthèse des sciences et des arts.
En 1883, Strindberg part en France avec sa famille puis, l'année suivante, en Suisse à Lausanne, où naît son fils Hans. La parution de la première partie de Mariés, en 1884, lui vaut un procès, et il doit revenir en Suède ; cet incident le laisse très amer. En 1887, il repart vivre au Danemark, dans des conditions difficiles qui le poussent à revenir à Stockholm, en 1889. Strinberg divorce de Siri en 1891.
En septembre 1892, Strindberg part à Berlin, où il rencontre une jeune journaliste autrichienne, Frida Uhl (1872-1943), ainsi que le peintre norvégien Edvard Munch, auprès de qui il se remet à peindre. Il épouse Frida en mai 1893, en Suède, à Helgoland ; ils font un voyage de noces en Angleterre, puis vivent ensemble au château de Dornach (propriété des grands-parents de la jeune femme), pendant le reste de l'année. Kirstin, leur fille, naît au début de 1894.

### Alchimiste à Paris
À l'automne 1894 il s'installe seul à Paris, Frida repartant en Autriche : leur fille est en effet très malade, Strindberg ne les reverra plus. Pendant trois ans, Strindberg arrête sa production littéraire et se consacre à des recherches occultistes, et surtout alchimiques. Il séjourne à Versailles pendant l'automne 1894, puis au Petit-Quevilly en 1895, où il travaille à l'usine Maletra. Il se lie à Gérard Encausse, dit Papus, et surtout à l'alchimiste François Jollivet-Castelot, avec qui il échangera plusieurs lettres longtemps encore après son retour en Suède ; il écrit des articles pour des périodiques comme L'Initiation et L'Hyperchimie, et tient un journal (Le Journal occulte) de ses expériences.

Il se remet aussi à la peinture et à la photographie, celle-ci lui semblant « la technique idéale pour s’approcher du mystère ». En 1894, il crée des « célestographies » en exposant la nuit « des plaques photosensibles (sans appareil) à la lumière des étoiles ». Conscient de la faible sensibilité des plaques photographiques Strindberg a l'idée de supprimer l'objectif de la chambre noire et d'exposer directement les plaques de verre à la lumière des étoiles pour y recueillir l'empreinte des corps célestes. Le résultat est une collection de taches sombre et bleutées sur la photographie. Convaincu d'avoir développé une nouvelle technique de photographie astronomique, il envoie ses productions à Camille Flammarion qui les présente à la société astronomique de France. De fait ces « célestographies » n'enregistrent en fait pas l'état du ciel, mais que des micro-oxydations argentiques accidentelles. Elles restent néanmoins une production artistique d'avant garde, précédant de près d'un siècle l'esthétique du Rust Art.
En février 1896, il s'installe rue d'Assas, à l'hôtel Orfila, auquel il manque de mettre le feu avec les expériences qu'il mène dans sa chambre. Il retrouve Munch, lui aussi venu à Paris.
Il se lie par ailleurs à Joséphin Péladan, qui pour lui « se présente comme un orage, une révélation de l’homme supérieur, der Übermensch de Nietzsche » ; leur longue amitié spirituelle, qui naît le 1er mai 1897, ainsi que leur admiration mutuelle, dureront environ quinze ans. En 1911, Strindberg préface la version allemande du Panthée de Péladan.
En 1897, il repart en Suède, à Lund, où il restera vivre jusqu'en 1899.
Il se met à l'écriture d'Inferno, entre le 3 mai et le 25 juin 1897, à partir de ses notes prises à Paris : il y fait en français le récit halluciné de ces trois années parisiennes. Le manuscrit en est relu par son ami Marcel Réja, lui-même auteur et critique symboliste.
Il divorce d'avec Frida Uhl en 1897. Jusqu'en 1905, il reste en communication avec l'essayiste danois occultiste Carl William Hansen. Renouant avec le christianisme, comme Péladan, il abandonne petit à petit ses préoccupations occultistes, comme il l'exprime dans son drame allégorique Le Chemin de Damas, écrit en trois parties, de 1899 à 1904.

### Retour au théâtre
Il rompt avec le naturalisme et se met à produire un travail influencé par le symbolisme. Il est considéré comme l'un des pionniers de l'expressionnisme européen moderne. La Danse de mort (Dödsdansen, 1900-1901) et La Sonate des Spectres (Spöksonaten, 1907) sont des pièces connues de cette époque. En 1906, alors qu'il est en train d'écrire Le Bouc émissaire, il affirme : « Je suis en train d'écrire une histoire à la Balzac, ».

### Vie privée
Il a été marié à trois reprises, mais son caractère hypersensible, voire névrosé, a conduit chacune de ses unions au divorce. Il s'est marié une première fois avec l'actrice Siri von Essen (1850-1912) en 1877, elle-même divorcée du baron Carl Gustaf von Wrangel. Deux filles, Karin (1880) et Greta (1881), et un fils, Hans (1884), sont nés de cette union. Les époux se séparent en 1891. En 1893, il fait la connaissance de la jeune journaliste Frida Uhl (1872-1943), âgée de vingt ans, qu'il épouse quelques mois plus tard. Elle lui donne une fille, Kerstin, en 1894. Leur divorce a lieu en 1897, du fait de la liaison qu'entretient Frida avec Frank Wedekind. Strindberg traverse une grave crise psychique. Son troisième mariage a lieu en 1901, avec la jeune artiste Harriet Bosse (1878-1961), dont il a fait la connaissance quelques mois plus tôt, alors qu'elle jouait Puck dans Le Songe d'une nuit d'été.
Ses relations avec les femmes sont orageuses, et tant ses mots que ses actes ont souvent été vus comme misogynes, par ses contemporains comme par les lecteurs d'aujourd'hui. Cependant, beaucoup lui reconnaissent une rare connaissance de l'hypocrisie des attentes de la société à l'égard des sexes, du comportement sexuel et de la moralité. À l'époque de Strindberg, le mariage et la famille sont sous tension, alors que la Suède s'industrialise et s'urbanise rapidement. Les questions de la prostitution et de la moralité sont alors fortement débattues parmi les écrivains et les politiciens. Ses premiers écrits traitent souvent du rôle traditionnel donné aux sexes par la société, qu'il qualifie d'injuste.

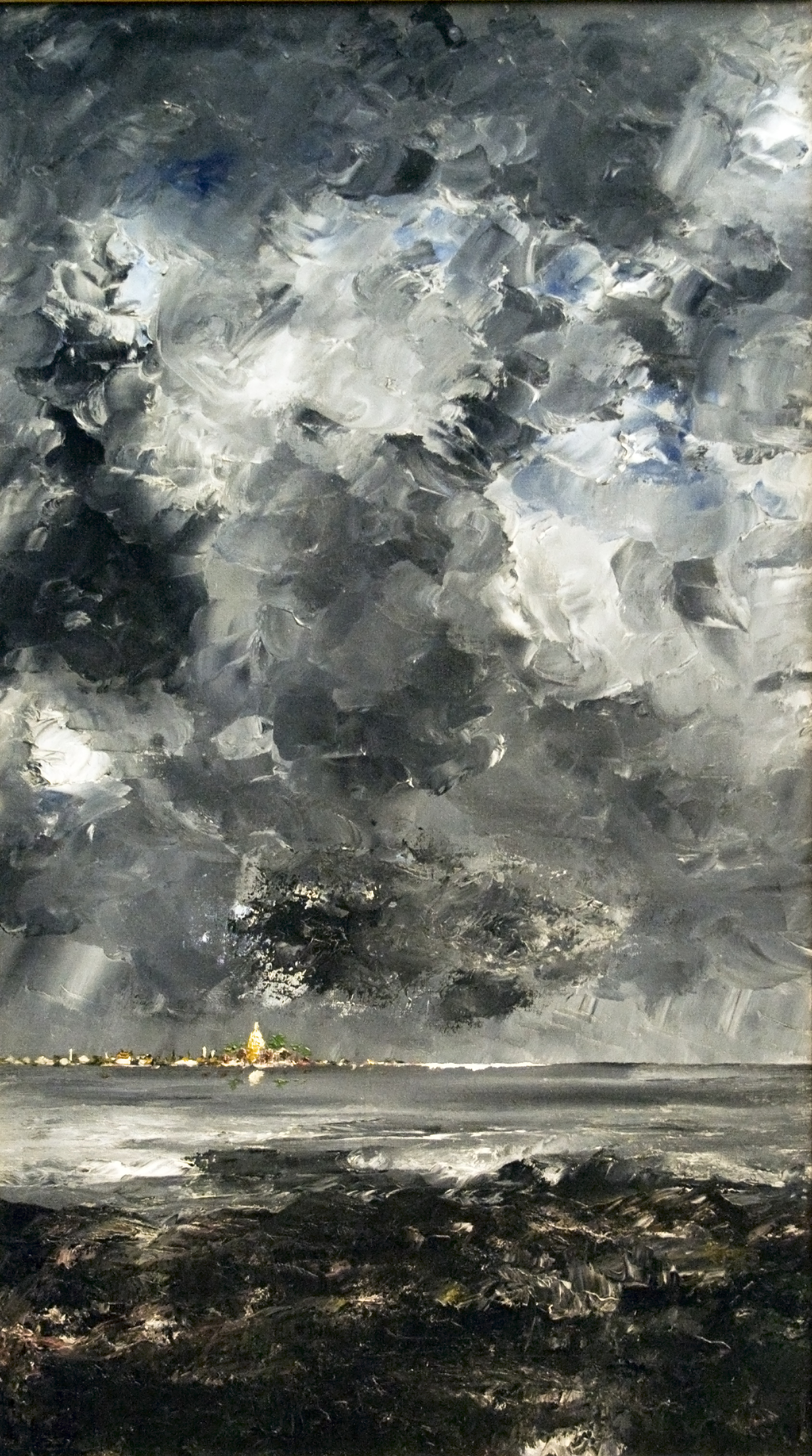
La Ville, toile de Strindberg (1903).

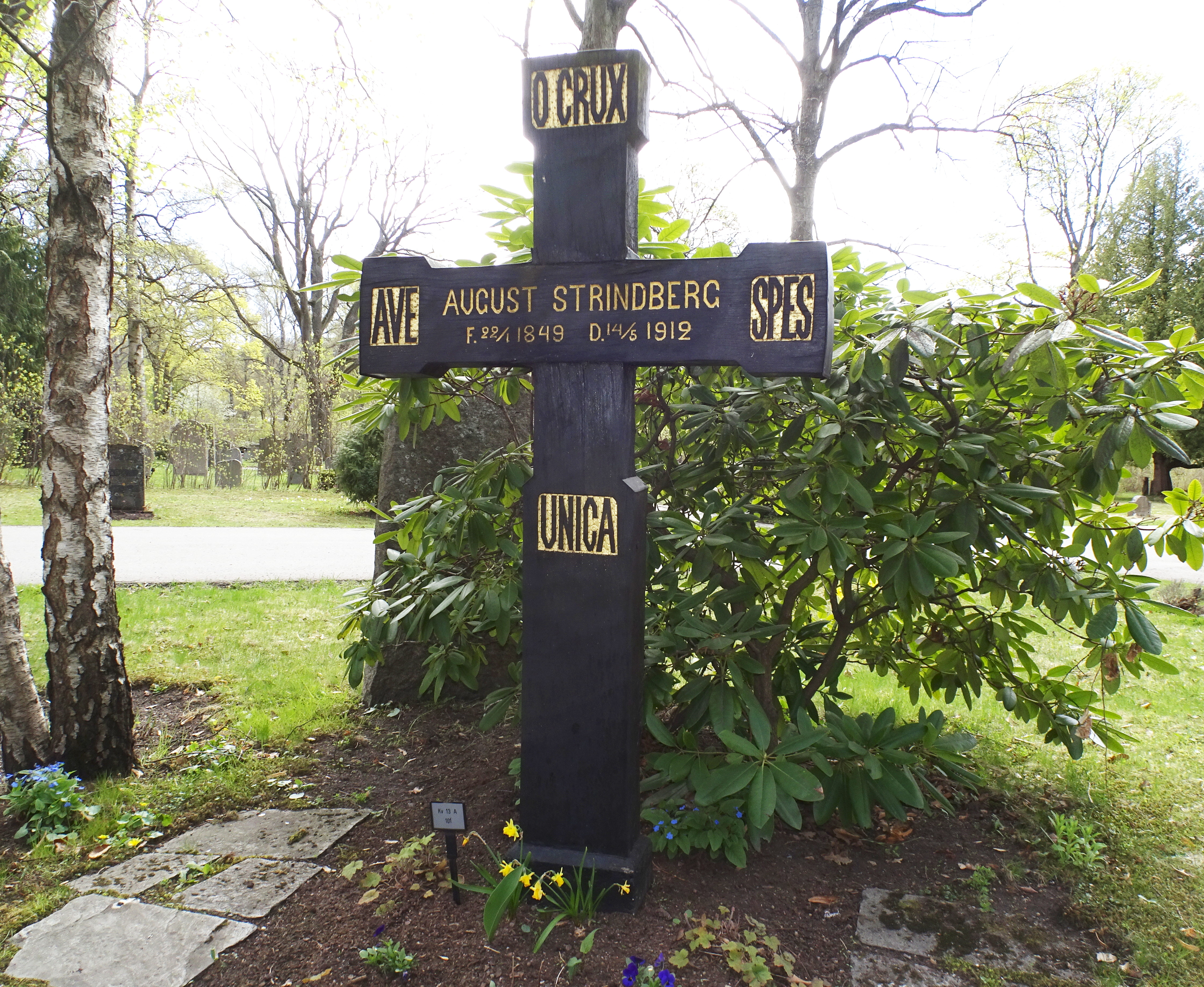
Tombe de Strindberg.

Strindberg, mort d'un cancer en 1912, à l'âge de 63 ans, est enterré au cimetière du Nord de Stockholm, où sa sépulture est marquée selon son souhait de l'épitaphe : O Crux ave spes unica.

## Postérité
Le cinéaste Ingmar Bergman s'est beaucoup inspiré de Strindberg dans ses films et scénarios, et l'a également mis en scène au théâtre.
En 2016, le Musée cantonal des beaux-arts de Lausanne réunit une septantaine de ses œuvres pour l'exposition  August Strindberg, De la mer au cosmos. Peintures et photographies.

## Œuvre littéraire et dramaturgique

### Romans
- 1879 : Le Cabinet rouge (Röda rummet).
- 1882 : Le Nouveau royaume (Det nya riket).
- 1887 : Les gens de Hemsö (Hemsöborna).
- 1889 : Tschandala: histoire du XVIIe siècle (Tschandala: berättelse från 1600-talet).
- 1890 : Au bord de la vaste mer (I havsbandet).
- 1904 : Chambres gothiques (Götiska rummen).
- 1907 : Les drapeaux noirs (Svarta fanor), écrit en 1904.

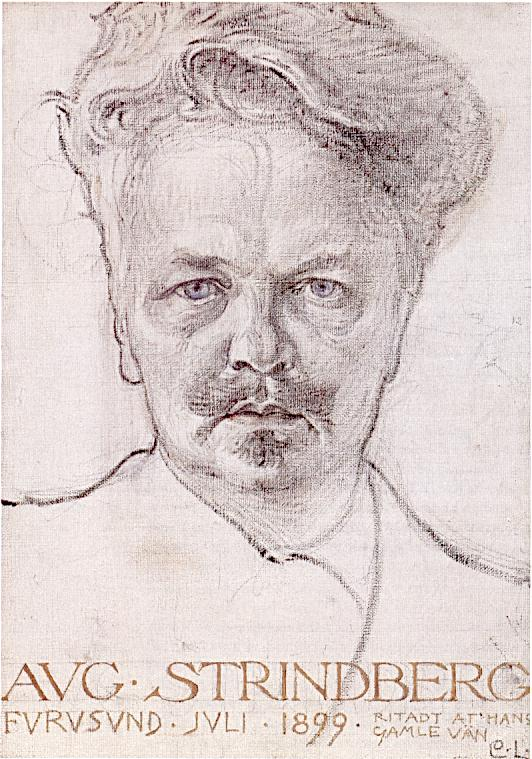
August Strindberg vu par Carl Larsson (1899)

### Œuvres autobiographiques
- 1886 : Le Fils de la servante (Tjänstekvinnans son).
- 1886 : Fermentation (Jäsningstiden).
- 1886 : Dans la chambre rouge.
- 1886 : L'Écrivain (Författaren), publié en 1909.
- 1886 : Lui et elle (Han och hon).
- 1887 : Le Plaidoyer d'un fou (En dåres försvarstal).
- 1896 : Journal occulte (Ockulta dagboken).
- 1897 : Inferno (Inferno).
- 1897 : Légendes (Legender).
- 1898 : L'Abbaye (Klostret).
- 1903 : Seul (Ensam).

### Théâtre
- 1884-1886 : Mariés! (Giftas), récits et nouvelles (trad. Pierre Morizet et Eva Ahlstedt, éd. Babel)
- 1885-1886 : Parmi les paysans français, traduit par Eva Ahlsted et Pierre Morizet
- 1886 : Petit Catéchisme à l'usage de la classe inférieure (Lilla katekes för underklassen)
- 1887 : Le Père (Fadren)
- 1888 : Mademoiselle Julie (Fröken Julie)
- au-dessus : Créanciers (Fordringsägare)
- au-dessus : Destins et Visages (Svenska Öden och Äventyr), nouvelles
- 1889 : Le Paria (Paria) ; Den Starkare
- 1895 : De l'infériorité de la femme — et comme corollaire : De la justification de sa situation subordonnée selon les données dernières de la science, essai
- 1898 : Le Chemin de Damas (Till Damaskus), pièce de théâtre en trois parties. La première partie compte 5 actes, la deuxième 4 et la dernière un seul.
- 1899 : La Saga des Folkungar (Folkungasagan)
- au-dessus : Gustav  Vasa, théâtre
- au-dessus : Erik XIV, théâtre
- au-dessus : Crimes et Délits (Brott och brott)
- 1900-1901 : Pâques (Påsk)
- 1900-1901 : La Danse de mort (Dödsdansen)
- 1901 : Le Songe, un jeu de rêves (Ett Drömspel)
- au-dessus : Charles XII (Carl XII)
- 1902 : La Reine Christine (Kristina)
- au-dessus : Gustave III (Gustaf III)
- au-dessus : Le Hollandais (Holländarn)
- 1907 : Orage (Oväder), théâtre
- au-dessus : Le Pélican (Pelikanen), théâtre
- au-dessus : Le Bouc émissaire, nouvelles
- au-dessus : La Sonate des spectres (Spöksonaten)
- 1909 : La Grand'Route (Stora landsvägen)
- 1910 : Discours de la nation suédoise

## Adaptations

### À l'opéra
Julie, opéra de Philippe Boesmans, d'après Mademoiselle Julie (2005).

### Au théâtre
Toutes les pièces d'August Strindberg ont été données en alternance d'octobre 2009 à février 2010, lors d'une saison « Intégrale Strindberg » organisée à Paris, au Théâtre du Nord-Ouest. Trente-quatre pièces y ont été mises en scène, et vingt-et-une données en lecture publique. Près de trois cents comédiens ont participé à ce festival Strindberg.

### Au cinéma
- 1948 : Danse de mort réalisé par Marcel Cravenne
- 1951 : Fröken Julie - Mademoiselle Julie réalisé par Alf Sjöberg
- 1994 : Le Libre-Penseur réalisé par Peter Watkins
- 1999 : Mademoiselle Julie réalisé par Mike Figgis
- 2014 : Mademoiselle Julie réalisé par Liv Ullmann
- 2015 : Inferno d'August Strindberg réalisé par Paul-Anthony Mille[20]
- 2023 : Viver mal réalisé par João Canijo contient trois histoires s’inspirant de trois pièces d’August Strindberg : Jouer avec le feu, Le Pélican et Amour maternel.

### À la télévision
- 1960 : Le Lien (de la pièce de théâtre d'August Strindberg), téléfilm de Guy Lessertisseur
- 2011 : Mademoiselle Julie réalisé par Frédéric Fisbach et Nicolas Klotz

## Traductions récentes
- Père, traduction de Terje Sinding (en collaboration avec Raymond Lepoutre), Imprimerie Nationale Éditions, 1991
- La Sonate des spectres, traduction de Terje Sinding, Éditions Circé, 2003
- Pâques, traduction de Terje Sinding, Éditions Circé, 2006
- Mademoiselle Julie, traduction de Terje Sinding, Éditions Circé, 2006
- Créanciers, traduction de Terje Sinding, préface de Joëlle Chambon, Éditions Circé, 2011
- La Danse de mort, traduction de Terje Sinding, Éditions Circé, 2013
- Écrits sur le théâtre - Sur le Théâtre intime et sur Shakespeare, traduction de Terje Sinding, préface de Joëlle Chambon, Éditions Circé, 2014
- Écrits sur l'art, traduction d'Elena Balzamo, préface de Jean-Louis Schefer, Paris, Éditions Macula, coll. Vivants piliers, mai 2017

## Œuvre picturale
- Image double, 1892, huile sur panneau, (40 × 34 cm), collection particulière[21]
- Tempête dans l'archipel - "Le Hollandais volant", 1892, pastel gras sur carton (62 × 98 cm), Statens Museum for Kunst, Copenhague[22]
- Mer orageuse - Bouée sans repère, 1892, huile sur carton (31 × 19 cm), Nationalmuseum, Stockholm[23]
- Mer orageuse - Balai-bouée, 1892, huile sur carton (31 × 19,5 cm), Nationalmuseum, Stockholm[24]
- Mer agitée, Dalarö, 1892, huile sur toile (22 × 33 cm), Nationalmuseum, Stockholm[25]
- Pays merveilleux, 1894, huile sur carton (72,5 × 52 cm), Nationalmuseum, Stockholm[26]
- Marine avec récif, 1894, huile sur carton (39,9 × 30 cm), Musée d'Orsay, Paris[27]
- Marine, 1894, huile sur carton (46,5 × 31,5 cm), Nationalmuseum, Stockholm[28]
- Vague VII, 1900-1901, huile sur toile (54 × 36,2 cm), Musée d'Orsay, Paris[29]
- Paysage côtier, 1903, huile sur toile (76 × 55 cm), Nationalmuseum, Stockholm[30]
- La Ville, 1903, huile sur toile (94,5 × 53 cm), Nationalmuseum, Stockholm[31]
- La Jument blanche II, huile sur carton (60 × 47 cm), Nationalmuseum, Stockholm[32]

### Bibliographie

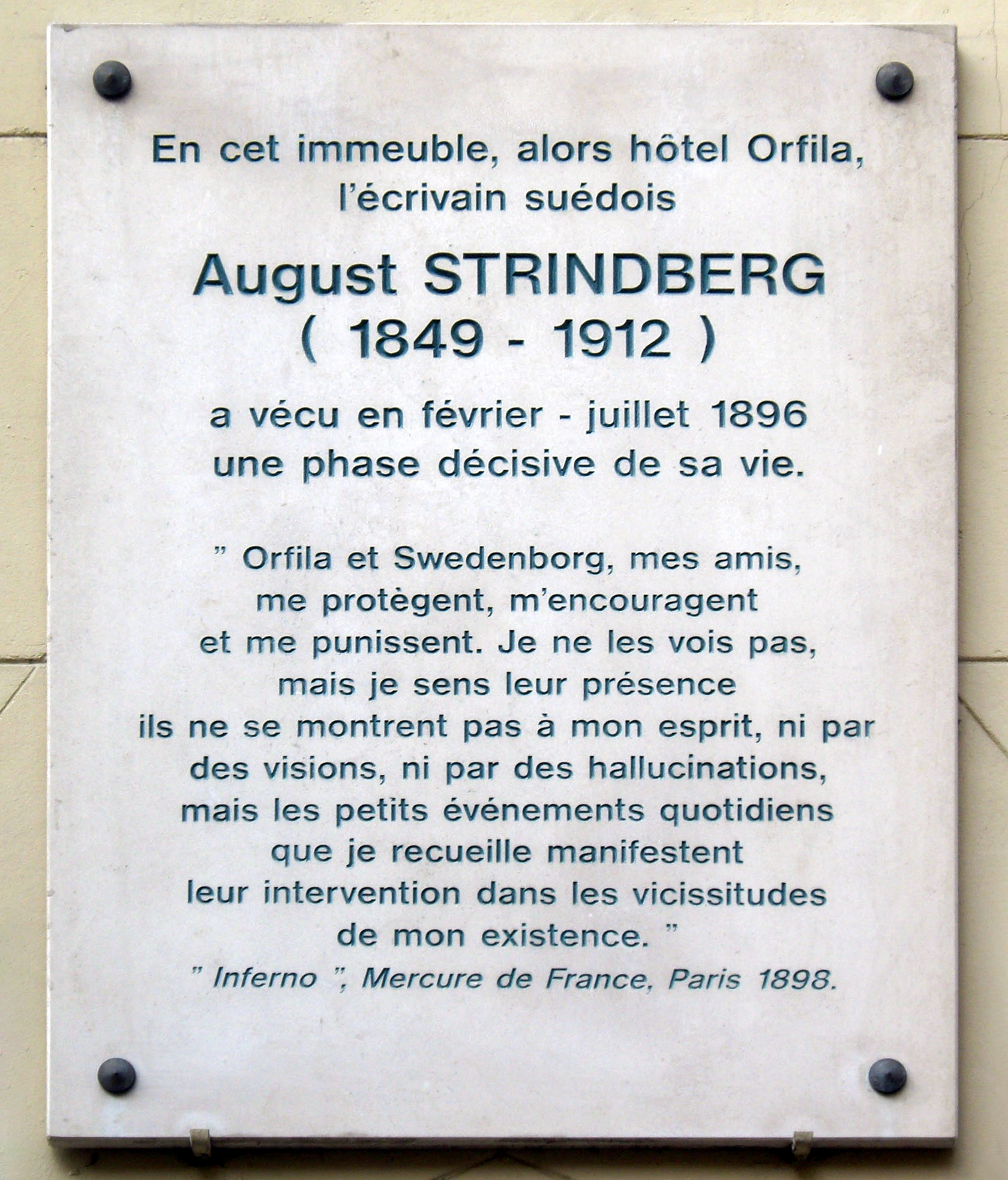
Plaque 62 rue d'Assas (6e arrondissement de Paris), où il vécut en 1896.

## Citations
« Je suis socialiste, nihiliste, républicain, tout ce qui est anti-réactionnaire !... Je veux tout bouleverser pour voir ce qui se trouve en dessous ; je crois que nous sommes si palmés, si horriblement enrégimentés, qu’aucun nettoyage de printemps n’est possible, tout doit être brûlé, réduit en miettes, et alors nous pourrons recommencer à zéro... »

— August Strindberg[réf. à confirmer]